# Harriet Dyer
Harriet Dyer (Townsville, 1988) es una actriz australiana, conocida por interpretar los papeles de Patricia Saunders en la serie Love Child, de Abril en No Activity y de Emily Kass en la película de terror de 2020 El hombre invisible.

## Filmografía

### Cine
| Año  | Título              | Papel      |
| ---- | ------------------- | ---------- |
| 2015 | Ruben Guthrie       | Virginia   |
| 2016 | Down Under          | Stacey     |
| 2016 | Killing Ground      | Sam        |
| 2020 | El hombre invisible | Emily Kass |

### Televisión
| Año           | Título                | Papel                | Notas                           |
| ------------- | --------------------- | -------------------- | ------------------------------- |
| 2012          | Micro Nation          | Emma Cosdosca        | 15 episodios                    |
| 2012          | A Moody Christmas     | Chica del aeropuerto | Episodio: "Last Minute Airfare" |
| 2013          | Packed to the Rafters | Mandy                | Episodio: "Taking Stock"        |
| 2014-2017     | Love Child            | Patricia Saunders    | 29 episodios                    |
| 2014          | Janet King            | Maya Blakely         | 8 episodios                     |
| 2015-2016     | No Activity           | April                | 11 episodios                    |
| 2016          | Black Comedy          | Guest cast           | 2 episodios                     |
| 2016          | Rake                  | Star Mannix          | 1 episodio                      |
| 2016          | Hyde & Seek           | Dakota Matherson     | 1 episodio                      |
| 2017          | The Other Guy         | Stevie Nicholls      | 5 episodios                     |
| 2017          | The Letdown           | Busy                 | Episodio: "Trivial Pursuits"    |
| 2017          | Sexy Herpes           | Becky                | 1 episodio                      |
| 2017          | Kiki and Kitty        | Cherise              | 4 episodios                     |
| 2018          | No Activity           | Hazel                | 1 episodio                      |
| 2019          | The InBetween         | Cassie Bedford       | Papel principal                 |
| 2021–presente | American Auto         | Sadie                | Papel principal                 |